# مايكل كايتلي
مايكل كايتلي (بالإنجليزية: Michael Kightly) (مواليد 24 يناير 1986 في باسيلدون - إنجلترا) لاعب كرة قدم إنجليزي يلعب حاليا لصالح نادي الدرجة الممتازة وولفرهامبتون واندررز الإنجليزي منذ 2006 في مركز الجناح. .

## روابط خارجية
- مايكل كايتلي على موقع الاتحاد الأوربي (الإنجليزية)
- مايكل كايتلي على موقع قاعدة بيانات كرة القدم.إي يو (الإنجليزية)
- مايكل كايتلي على موقع Soccerbase.com (لاعب) (الإنجليزية)
- مايكل كايتلي على موقع Soccerway.com (الإنجليزية)
- مايكل كايتلي على موقع عالم كرة القدم.نت (الإنجليزية)
- مايكل كايتلي على موقع كووورة
- مايكل كايتلي على موقع AS.com (الإسبانية)